# 8255 Masiero
8255 Masiero este un asteroid din centura principală de asteroizi.

## Descriere
8255 Masiero este un asteroid din centura principală de asteroizi. A fost descoperit pe 2 martie 1981 la Siding Spring de Schelte J. Bus. Asteroidul prezintă o orbită caracterizată de o semiaxă mare de 2,69 ua, o excentricitate de 0,05 și o înclinație de 1,6° în raport cu ecliptica.